# The Abandoned Well
The Abandoned Well er en amerikansk stumfilm fra 1913 af Travers Vale.